# Église Santa Maria del Carmine (Florence)
Pour les articles homonymes, voir Santa Maria del Carmine.
L'église Santa Maria del Carmine (du Carmel) est une église catholique de Florence en Italie, située  oltrarno soit à l'ouest de la ville – « au-delà » du fleuve.
Elle domine la place du même nom et est célèbre pour accueillir le cycle de fresques de la chapelle Brancacci, une œuvre fondamentale de l'art de la Renaissance, décorée par Masaccio et Masolino da Panicale, et plus tard complétée par Filippino Lippi.

## Histoire
L'église, dédiée à la Vierge du Carmel, a été construite en 1268 et fait partie du complexe d'un couvent carmélite qui existe encore aujourd'hui. De cette époque, seuls quelques vestiges romano-gothiques restent visibles sur les côtés. Le complexe fut agrandi pour la première fois en 1328, lorsque la Municipalité accorda aux frères l'utilisation du terrain adjacent aux fortifications de Florence, puis en 1464, avec l'ajout de la salle capitulaire et du réfectoire. Les travaux se sont terminés en 1476.
Comme beaucoup d'autres églises florentines, elle a subi des rénovations entre les XVIe et XVIIe siècles, mais surtout, une réfection complète, pour laquelle les architectes Giuseppe Ruggieri, auteur du projet, et Giulio Mannaioni, directeur du site, ont été mandatés, a été nécessaire après l'incendie dévastateur de 1771 qui a presque complètement détruit l'intérieur. Elle s'est achevée, en dehors de la façade, entre 1775 et 1782. Cette reconstruction est considérée comme un pastiche adroit. Le feu n'avait pas touché l'ancienne sacristie, ni la chapelle Corsini, ni, heureusement, la chapelle Brancacci.
En juillet 1954, le pape Pie XII l'éleva au rang de basilique mineure.

## Architecture et décoration
La façade de l'église est inachevée (comme d'autres grandes basiliques florentines) et présente une masse élevée de meules brutes en pierres et briques.

### Nef

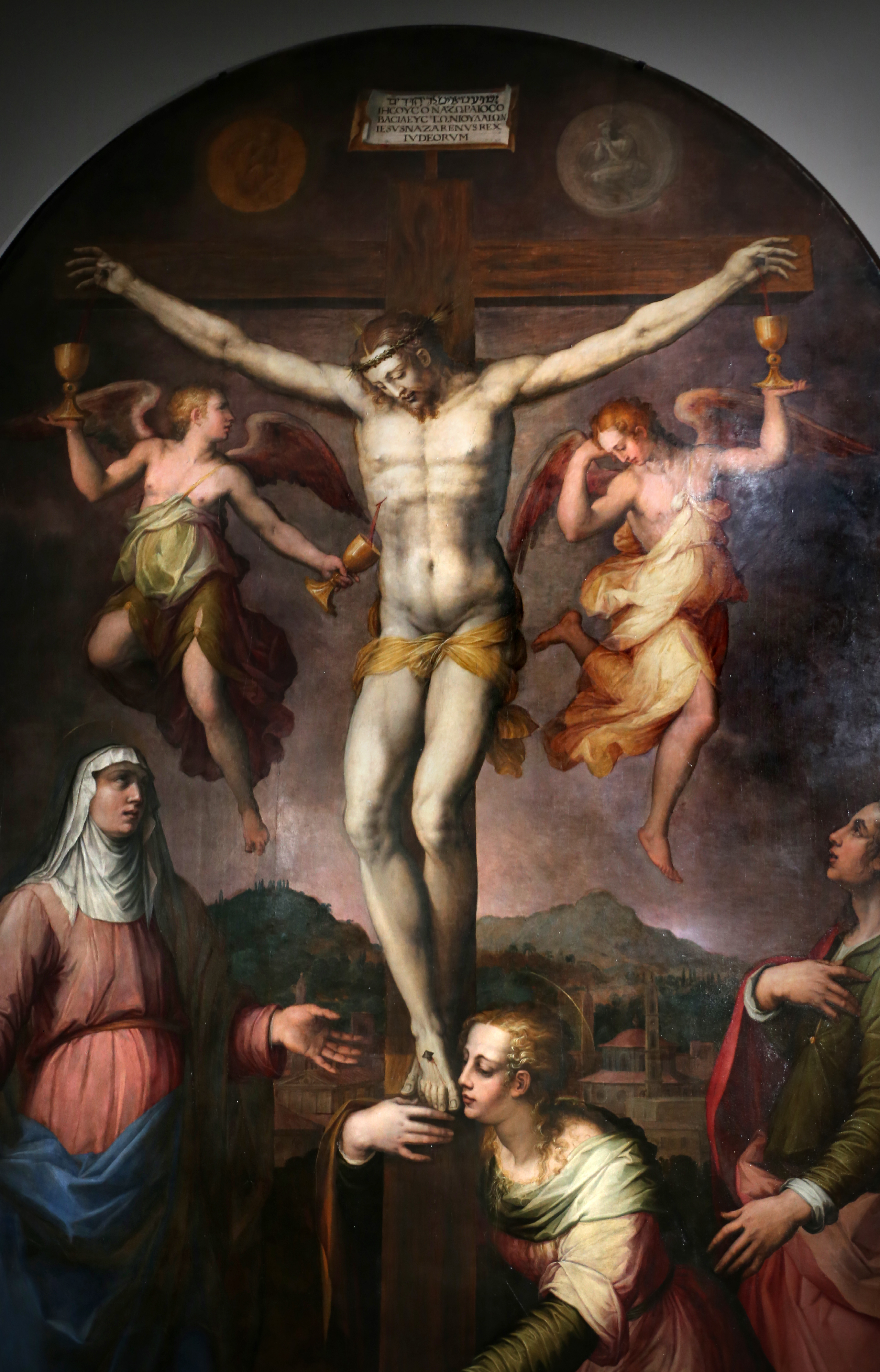
Giorgio Vasari, Crucifixion, 1560-1563.

L'intérieur de l'église a une seule nef au plan en croix latine (82 × 15 m, pour une hauteur du dôme de 35 m). Cette nef comporte cinq chapelles latérales avec des autels pour chacune d'elles, décorées de stuc et de retables peints. Les confessionnaux et les portes en noyer qui donnent accès au cloître, aux autres chapelles et aux salles du couvent, sont placés entre ces chapelles.
Les peintures du plafond datent de la rénovation du XVIIIe siècle : la quadratura aux architectures illusionnistes est de Domenico Stagi, tandis que les scènes figuratives à fresque de la nef (Ascension du Christ) et du dôme (La Trinité et la Vierge en gloire parmi les saints) inspirées de l'Ancien et du Nouveau Testament, sont l'œuvre de Giuseppe Romei.
Les tableaux représentant la Crucifixion de Giorgio Vasari (1560, troisième autel), la Visitation d'Aurelio Lomi (vers 1595) et les Funérailles de saint Alexius de Bernardino Monaldi, sont situés dans les chapelles du côté droit.  L'Adoration des mages de Gregorio Pagani (signée et datée de 1603), L'Annonciation de Bernardino Poccetti (signée et datée de 1601), la Nativité de Francesco Gambaccini (vers 1782), le Centurion de Capharnaüm qui implore du Christ la guérison de son fils de Giovanni Maria Butteri et Santa Maria Maddalena de 'Pazzi couverte par le voile de la Vierge de Giuseppe Fabbrini (vers 1782), sont situées dans les chapelles du côté gauche. 

### Chapelle Brancacci
La chapelle Brancacci est située au fond du transept droit. Elle a été miraculeusement sauvée de l'incendie et a été épargnée par la restructuration grâce à l'intervention active d'une noble florentine qui s'est vigoureusement opposée au recouvrement des fresques. Le cycle des fresques de Masaccio et Masolino, considéré comme le point de départ du nouveau style Renaissance en peinture, a été ainsi préservé. Complété par Filippino Lippi, il a été étudié et admiré par les plus grands artistes florentins, toutes générations confondues : Michel-Ange, par exemple, a fait quelques copies des pièces peintes par Masaccio.
Restaurées en 1990, ces fresques représentent le Péché originel, et l'Histoire de la vie de saint Pierre : Adam et Ève chassés du Paradis, Paiement du Tribut, Saint Pierre et saint Jean distribuent les biens de la communauté, Saint-Pierre guérissant les malades en les couvrant de son ombre, Saint Pierre en chaire, Saint Pierre baptisant les néophytes, Martyre de saint Pierre.
Le retable de la Madone du Carmel, au-dessus de l'autel, de la seconde moitié du XIIIe siècle, est attribué à Coppo di Marcovaldo.

### Chœur

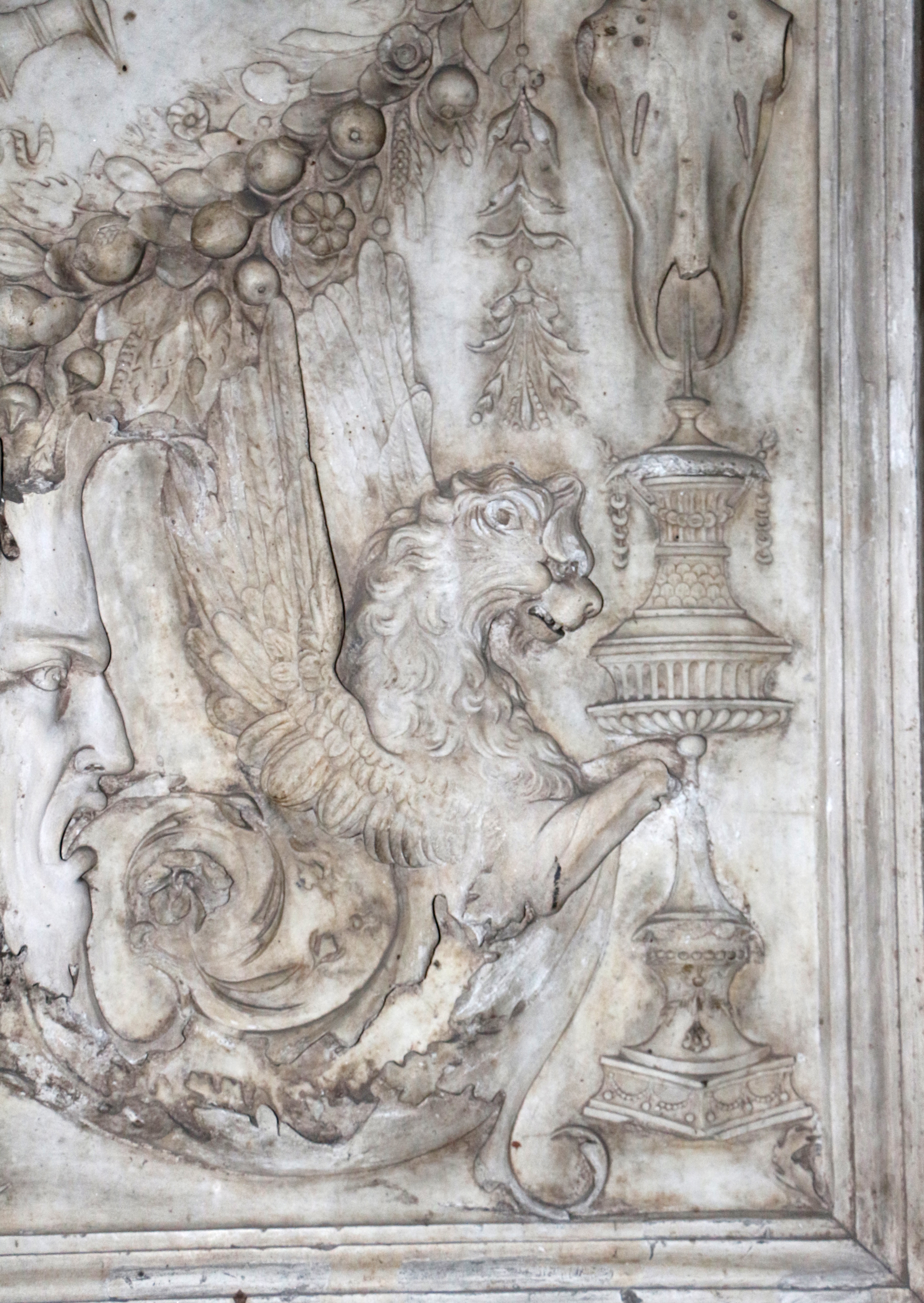
Benedetto da Rovezzano, monument funéraire de Pier Soderini (détail), 1512-1513.

La chœur abrite un autel monumental en marbre coloré, bronze et pierres semi-précieuses. Sous l'autel se trouvent les restes du bienheureux Angiolo Mazzinghi. Le monument funéraire en marbre de Pier Soderini, gonfalonier de la république, œuvre de Benedetto da Rovezzano (exécuté en 1512-1513, avant la mort de Soderini en 1522), l'un des rares vestiges de l'église du XVIe siècle s'y trouve également.
Le lutrin derrière l'autel est de Domenico Atticciati (vers 1594) et provient de la chartreuse de Galluzzo. Près du mur du fond, au-dessus de la cantoria, se trouve l'orgue à tuyaux Contucci qui se caractérise par une caisse en bois monumentale décorée de style baroque.

### Chapelle Corsini

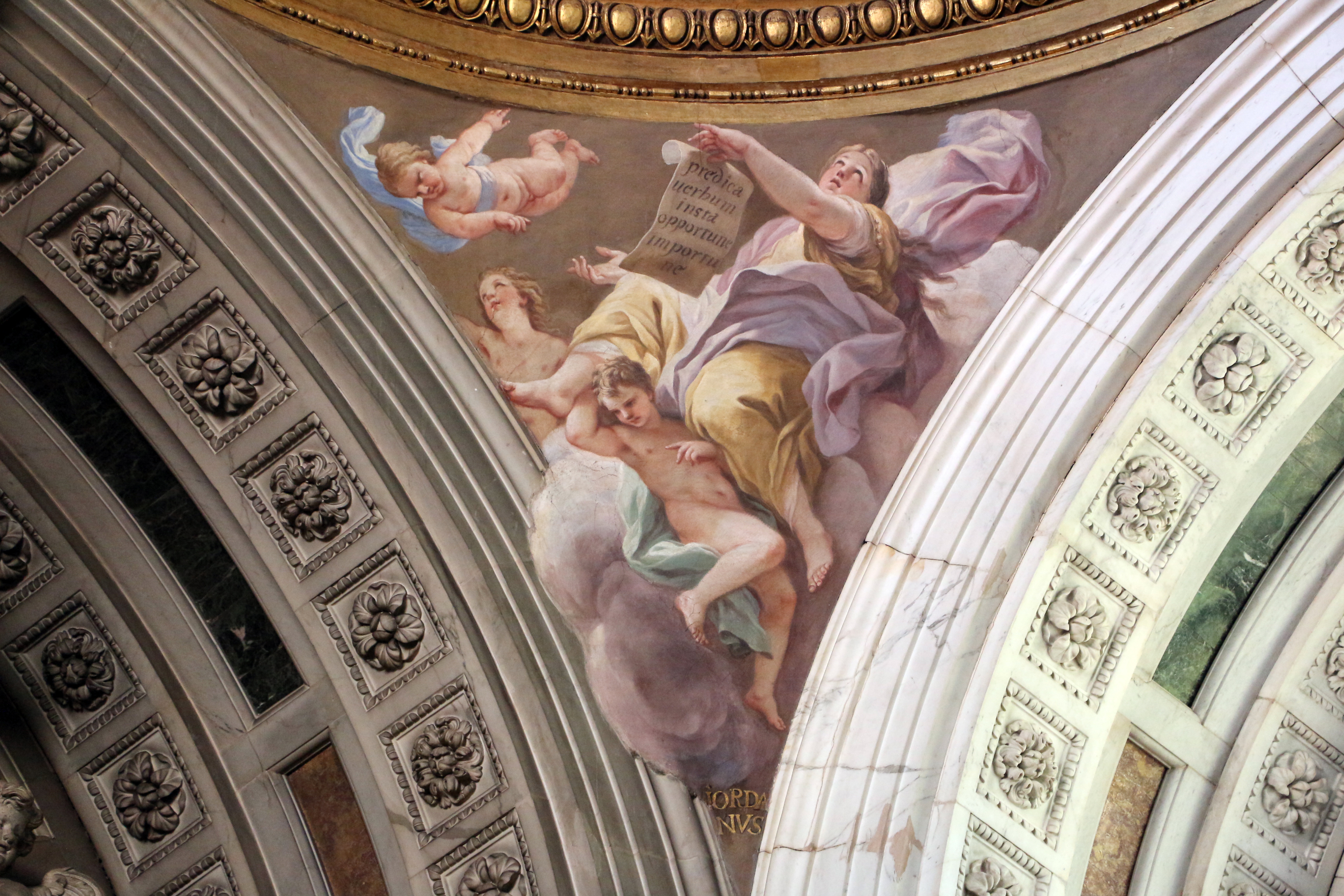
Luca Giordano, Prédication de la parole divine, 1682.

La famille Corsini fit construire en 1675 une chapelle dans le transept gauche de l'église, dédiée à saint André Corsini (1302-1373), évêque de Fiesole au XIVe siècle et canonisé en 1629. L'architecte en est Pier Francesco Silvani qui a choisi un style baroque alors très en vogue à Rome, inaugurant ce style à Florence. Le dôme est peint à la fresque par Luca Giordano en 1682 avec la Gloire de Sant'Andrea Corsini et décoré de stucs par Giovanni Battista Foggini (Sant'Andrea Corsini et la bataille d'Anghiari, la Messe de Sant'Andrea et L'Apothéose de Sant' Andrea Corsini, de 1676-1683). Cet ensemble a également été miraculeusement épargnée par l'incendie un siècle plus tard. Le plafond rococo a été peint par Giovanni Domenico Ferretti.

### Chapelle du Crucifix de la Providence
Dans le bras gauche du transept se trouve également la chapelle du Crucifix de la Providence, décorée entre 1771 et 1782 à stucs par Domenico et Girolamo Ruschi et par les fresques d'Agostino Rosi. Sur l'autel, dans le tabernacle de Giuseppe Piamontini de 1740, le  crucifix  peint sur du papier est considéré comme miraculeux. L'œuvre se compose d'une Vierge de style byzantin et d'un Père éternel avec douze anges adorateurs, peints dans le style de Botticelli.

### Autres chapelles du transept
L'autre chapelle du transept gauche, en face de la chapelle du Crucifix et à côté de la chapelle Corsini, possède un retable de Giovanni Domenico Ferretti avec une Déposition (vers 1758). Les fresques du dôme sont l'œuvre contemporaine de Giuseppe Romei, avec le Roi Melchidesec offrant du pain et du vin à Abraham. Il y avait autrefois dans cette chapelle, sur les rebords latéraux du mur, les fresques perdues de Saint Paul de Masaccio et Saint Pierre de Masolino (vers 1424) qui auraient valu aux deux peintres la commande de la chapelle Brancacci.
Dans le transept droit, en plus de la chapelle Brancacci, se trouvent la chapelle Nerli, avec des stucs de 1780 et le retable de Sainte Anne, la Vierge et l'Enfant de l'atelier d'Andrea del Sarto, et une autre chapelle qui réunissait trois anciennes chapelles gothiques, où se trouve aujourd'hui un autel à décor en stuc de Domenico et Giuliano Ruschi et des fresques d'un certain Cipriano Lensi, en plus d'un tableau avec le Bienheureux Bonagiunta Manetti dell'Antella de Francesco Gambacciani.

### Sacristie
La sacristie n'a pas souffert de l'incendie et conserve son ancienne structure architecturale gothique datant de 1394. Sur les murs, les fresques, avec des Histoires de sainte Cécile, sont attribuées à Bicci di Lorenzo (vers 1400). Les lunettes des deux portes sont ornées de fresques avec une Pietà et une Vierge à l'Enfant proches du style d'Agnolo Gaddi. Les vitraux, également d'origine, sont décorés des armoiries des Serragli et des Corsini.
Le retable représente une Crucifixion à la manière de Jacopo del Sellaio, avec une prédelle avec les Histoires de saint André. Un buste de Santa Maria Maddalena dei Pazzi de Dante Sodini (1908) se trouve au-dessus d'un meuble sur le mur de droite. Un polyptyque avec la Vierge et l'Enfant avec des saints attribué à Andrea di Bonaiuto, le Martyre de San Jacopo de Lorenzo Lippi (1641) et, sur le côté, Andrea Corsini guérissant un aveugle par Bernardino Poccetti (vers 1600) sont aussi conservés dans la sacristie.
Le comptoir en noyer au centre de la salle date de 1660, tandis que la chaire d'évêque de saint Andrea Corsini, à côté de la porte, a été construite vers 1629, lors de sa canonisation.

## Couvent

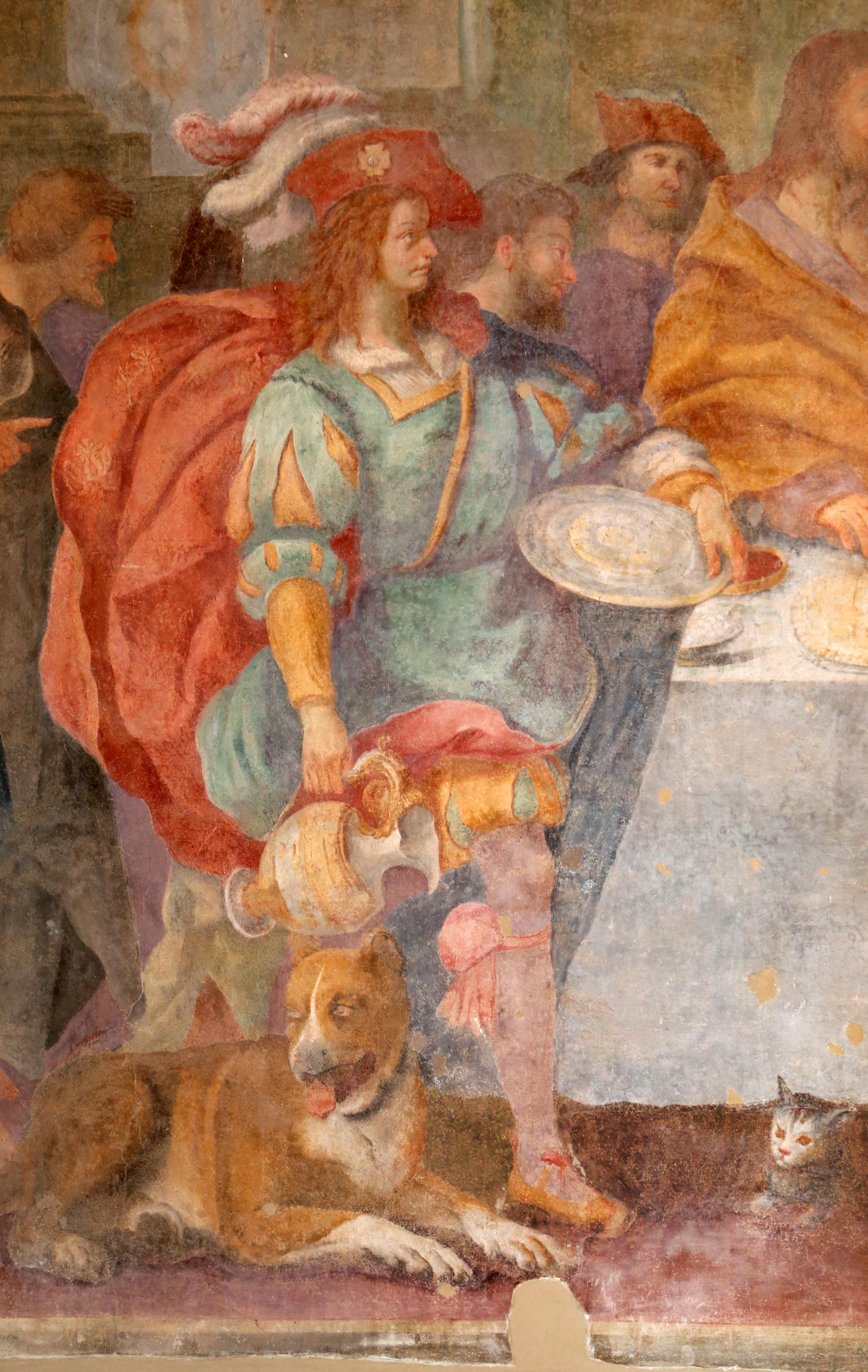
Giovan Battista Vanni, Souper dans la maison de Simone Fariseo (détail), 1645.

### Histoire
Le grand complexe adjacent à l'église a également subi au cours des siècles de nombreuses destructions et reconstructions, incendies, bombardements, jusqu'à l'inondation de 1966, à tel point qu'il est aujourd'hui difficile de reconstituer ses contours d'origine. Cependant, il semble que le complexe du Carmine soit né d'un couvent auquel était rattachée une petite église et, ce n'est que plus tard, que la seconde l'emporta sur la première. De nombreuses confréries, aussi bien laïques que religieuses, se sont installées dans les locaux du couvent. La compagnie de Sant'Agnese demeure particulièrement dans les mémoires, composée de veuves qui mettaient régulièrement en scène des représentations théâtrales sur des sujets sacrés qui attiraient de nombreux spectateurs de toute la ville et des environs.
Le couvent est accessible par la porte à droite de la façade de l'église. Dans le hall d'entrée, couvert d'une voûte en berceau, un tondo peint avec la Vierge en train de donner le scapulaire à saint Simon Stock de Giuseppe Romei, est accroché au-dessus de l'arche du cloître.
Fra Filippo Lippi y prononce ses vœux en 1421 et y est nommé sous-prieur en 1428. Il y réalisa la Madone Trivulzio, aujourd'hui à la pinacothèque du château des Sforza.

### Cloître et salle capitulaire
Le cloître date de 1597-1612. Il présente un plan carré, avec des arcades semi-circulaires reposant sur des colonnes de pietra serena, tandis qu'au premier étage, se trouve une loggia à architecture. Les lunettes sont ornées de fresques des XVIIe et XVIIIe siècles de différents artistes (Galeazzo et Giovan Battista Ghidoni, Domenico Bettini, Cosimo Ulivelli, Antonio Pillori et autres), bien qu'aujourd'hui seules quelques-unes aient été conservées. Certaines, restaurées, sont exposées dans la salle capitulaire du XIIIe siècle, où se trouvent aujourd'hui la billetterie et la boutique de la chapelle Brancacci. Autrefois, sur l'une de ces lunettes, était visible la fresque perdue de la Sagra de Masaccio (environ 1423-1424). Dans le cloître, figurent des armoiries des familles situées Oltrarno, des monuments funéraires et un buste du mathématicien carmélite Giuliano Ristori da Prato.

### Salle de la Cène

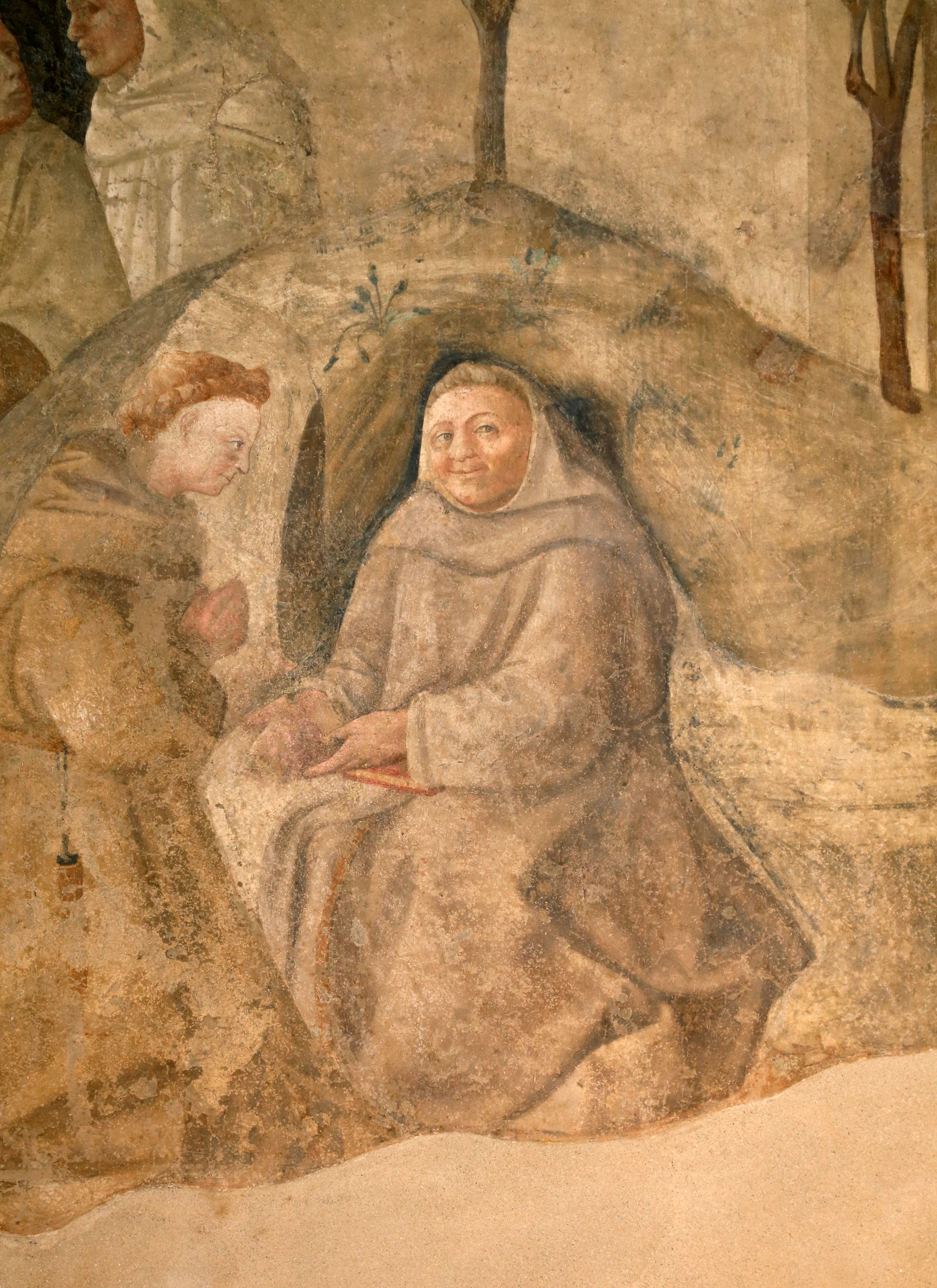
Filippo Lippi, Remise de la règle carmélite (détail), vers 1420-1430.

La Salle de la  Cène doit son nom à la monumentale  « Cène »  d'Alessandro Allori (1582). Elle conserve également, aux deux extrémités, l'autoportrait d'Allori (à gauche) et le portrait du commanditaire, le père Luca da Venezia (à droite). Des fragments de fresques détachées avec des Histoires de la Passion, de l'Annonciation et des saints en monochrome, d'un auteur florentin inconnu de la fin du XIVe siècle, qui proviennent de la Compagnia di San Niccolò, y sont également présentés.

### Salle de la Colonne
La Salle de la Colonne est ornée d'une fresque de l'atelier de Paolo Schiavo avec un Crucifix et des carmélites.  Une collection de fragments de fresques détachées du XIVe – XVe siècle, provenant du cloître et de l'ancienne église, parmi lesquelles les Histoires de la vie de saint Jérôme de Gherardo Starnina (fragments de la chapelle Del Pugliese, 1401-1404), une Vierge en majesté et des saints attribuée à Pietro Nelli (c. 1385) et  L"Attribution de la règle du Carmel, une œuvre de jeunesse de Fra Filippo Lippi, antérieure à 1431, y sont exposés.

### Salle Vanni

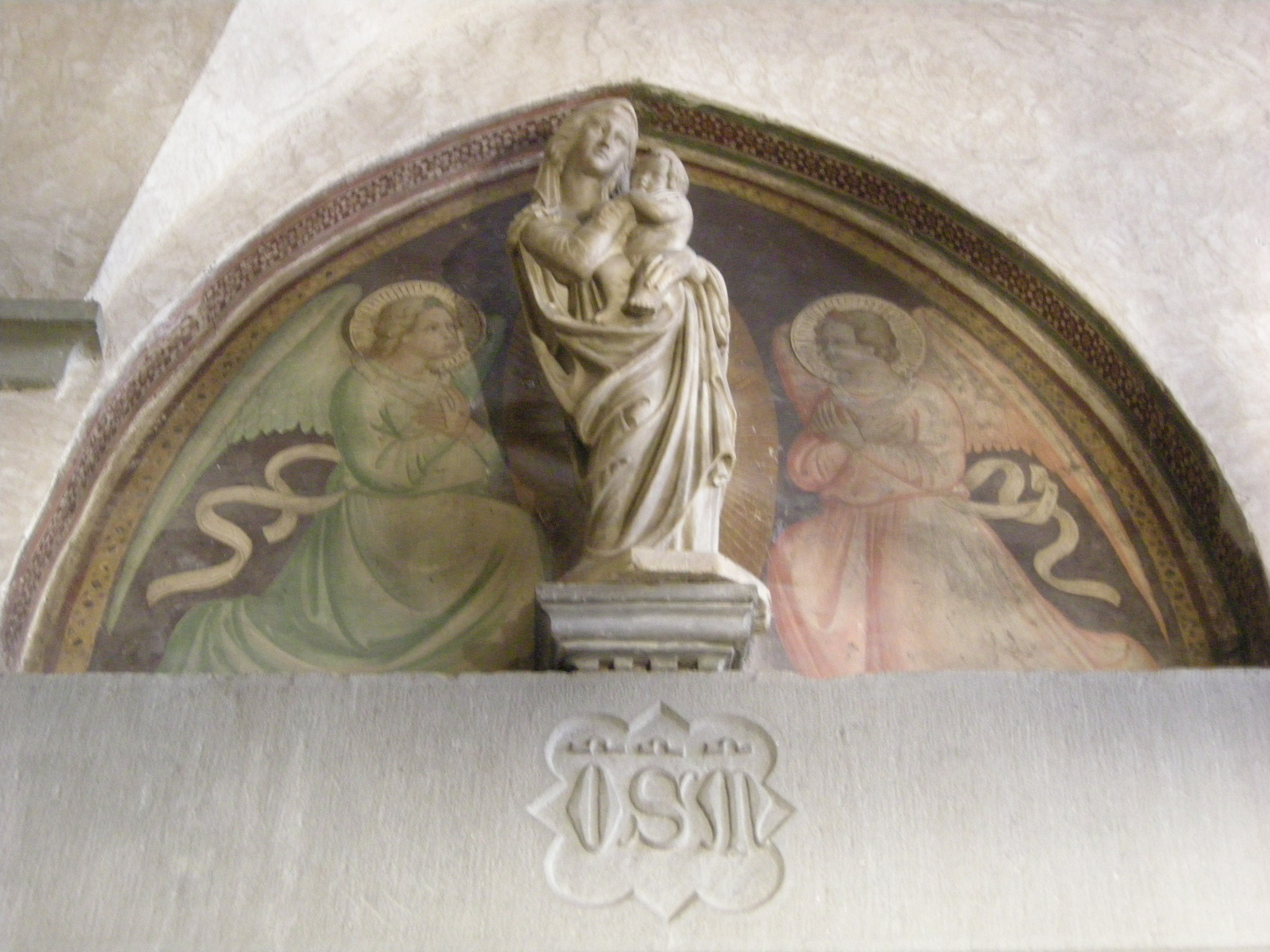
Lunette avec des anges et Vierge à l'Enfant de Michelozzo.

Le deuxième réfectoire, également connu sous le nom de Salle Vanni (utilisé pour les concerts), est décoré de fresques avec le Souper dans la maison de Simone Fariseo de Giovan Battista Vanni (vers 1645). Des fresques détachées de la chapelle Nerli représentant des Histoires de la Passion du Christ, attribuées à Lippo d'Andrea (1402), y sont également rassemblées : une Crucifixion avec sa sinopia, une Flagellation fragmentaire et une Cène avec les saints (incomplète). Un San Vivaldo d'un peintre anonyme de la fin du XIVe siècle et un San Cirillo attribué à Spinello Aretino y sont aussi conservés.
Pour rejoindre la chapelle Brancacci, il est nécessaire de traverser plusieurs petites salles qui relient le chapitre au transept de l'église. Dans l'une d'entre elles, un vestibule, se trouve une lunette avec deux anges peints à la fresque (1420-1430) avec, au centre, une Vierge à l'Enfant en marbre attribuée au jeune Michelozzo.

## Vues des différents lieux

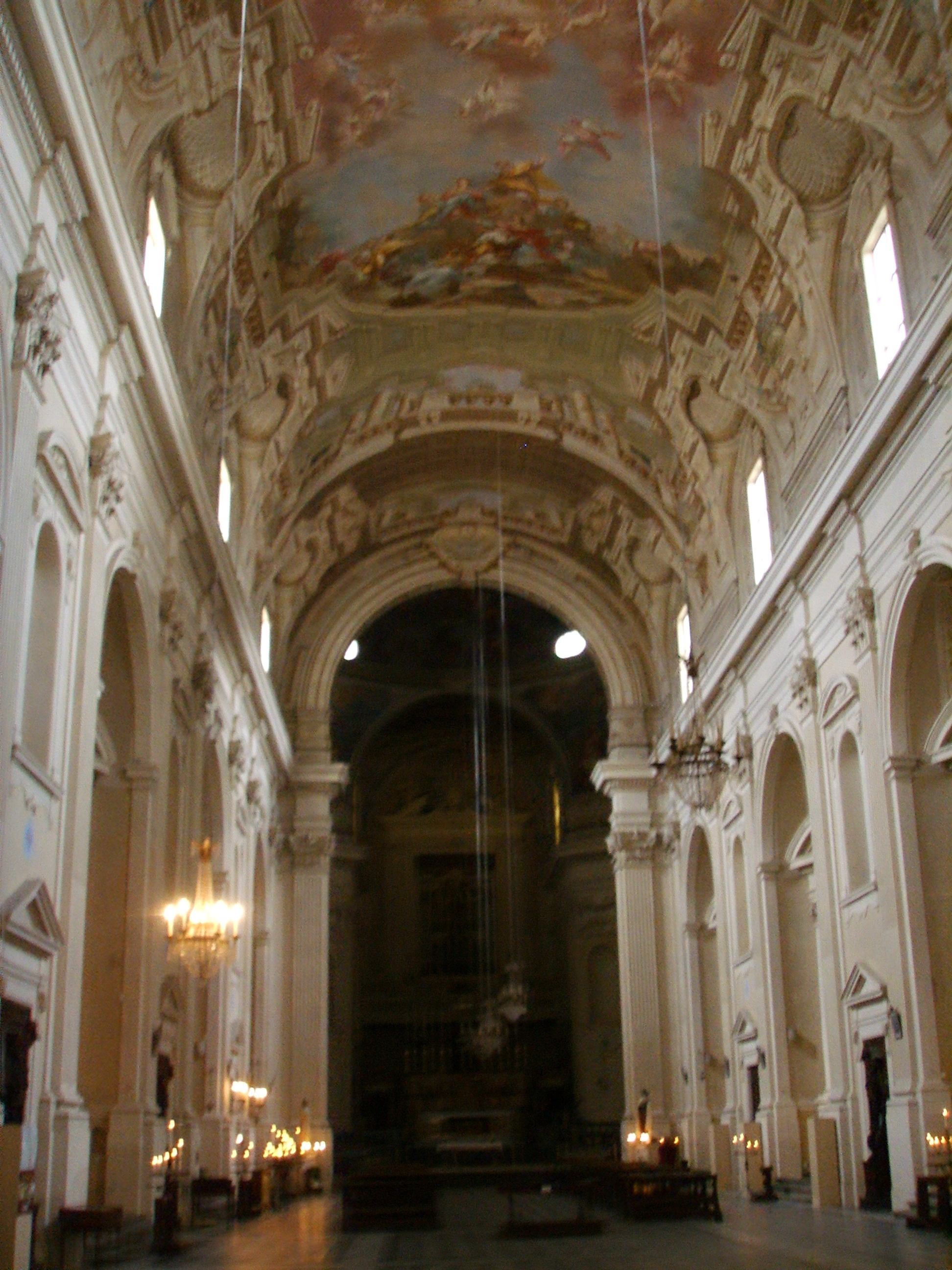
Intérieur de l'église.
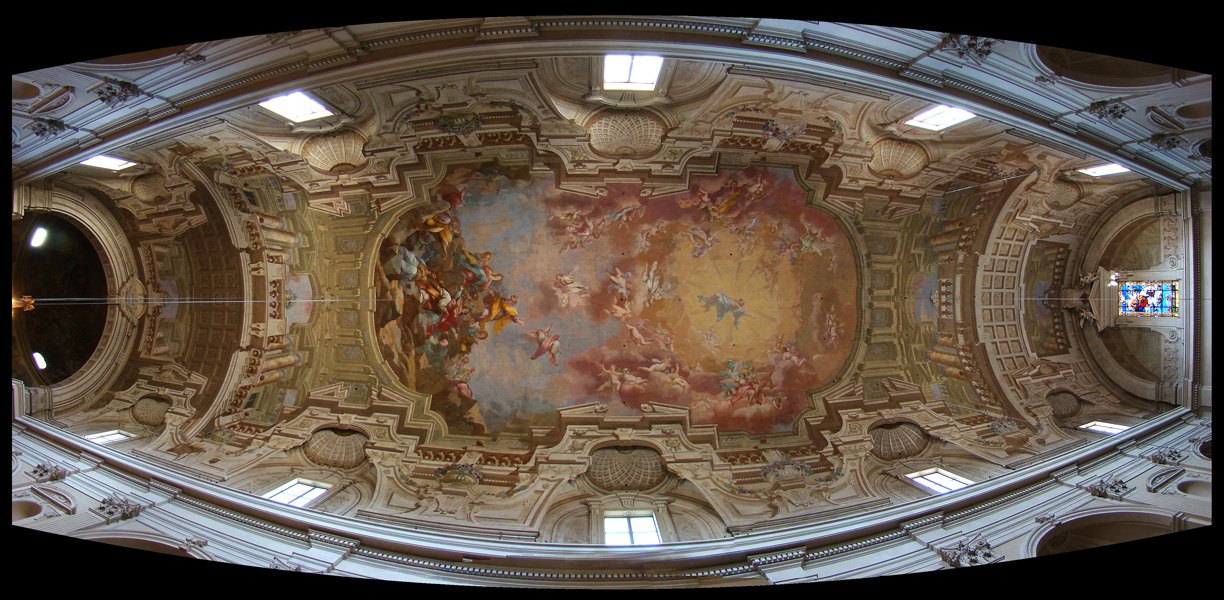
Voûte de Domenico Stagi.
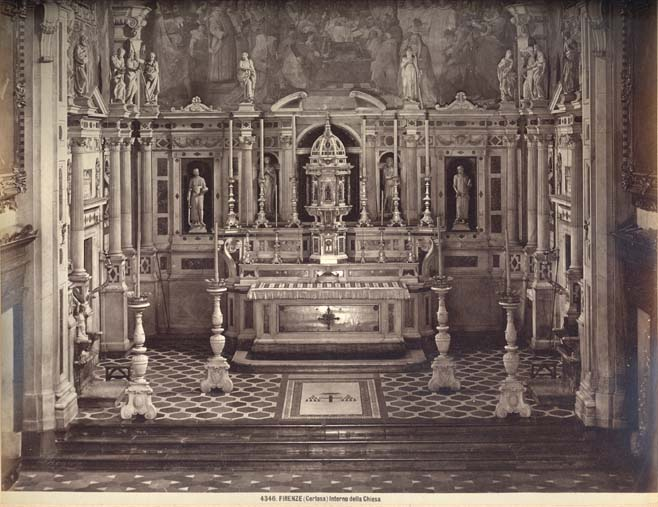
L'autel de Giacomo Brogi (1822-1881).
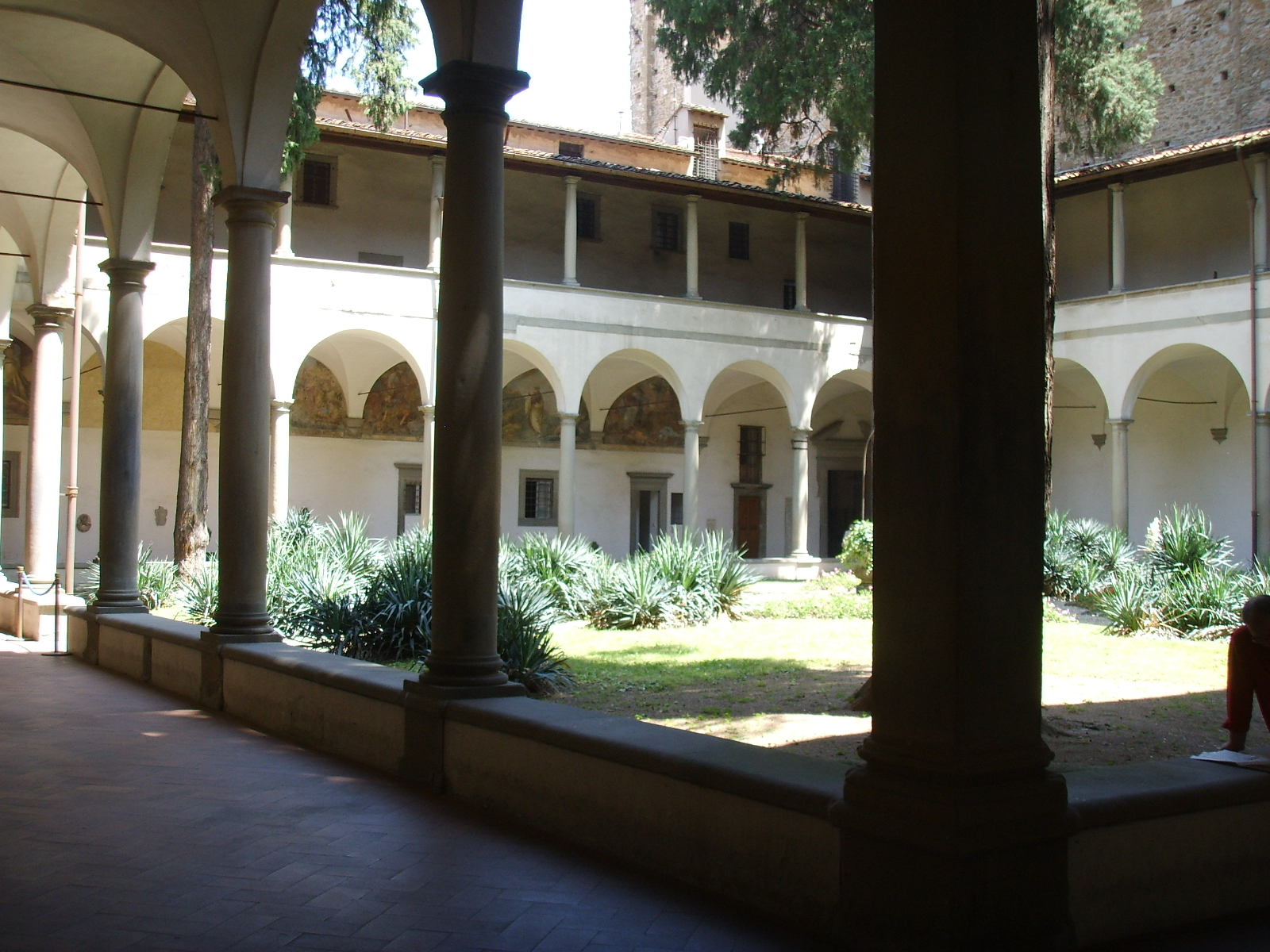
Le cloître.
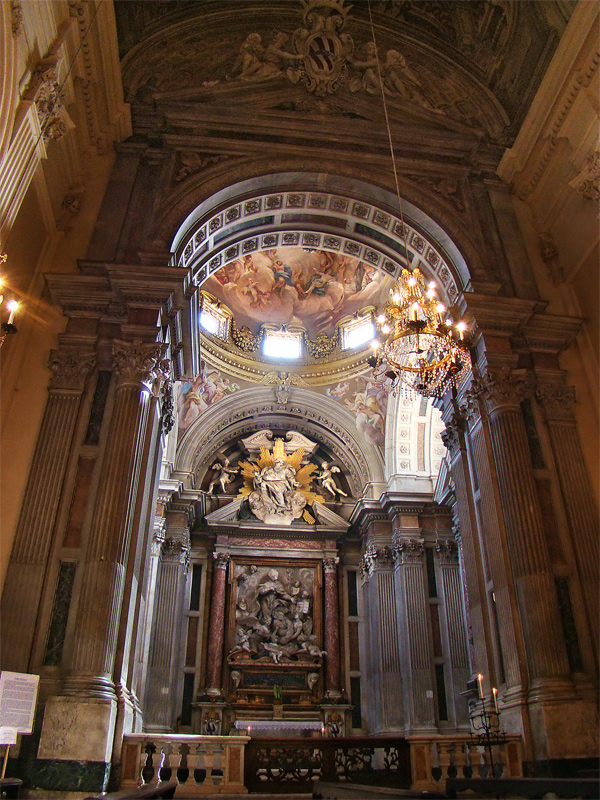
La chapelle Corsini.
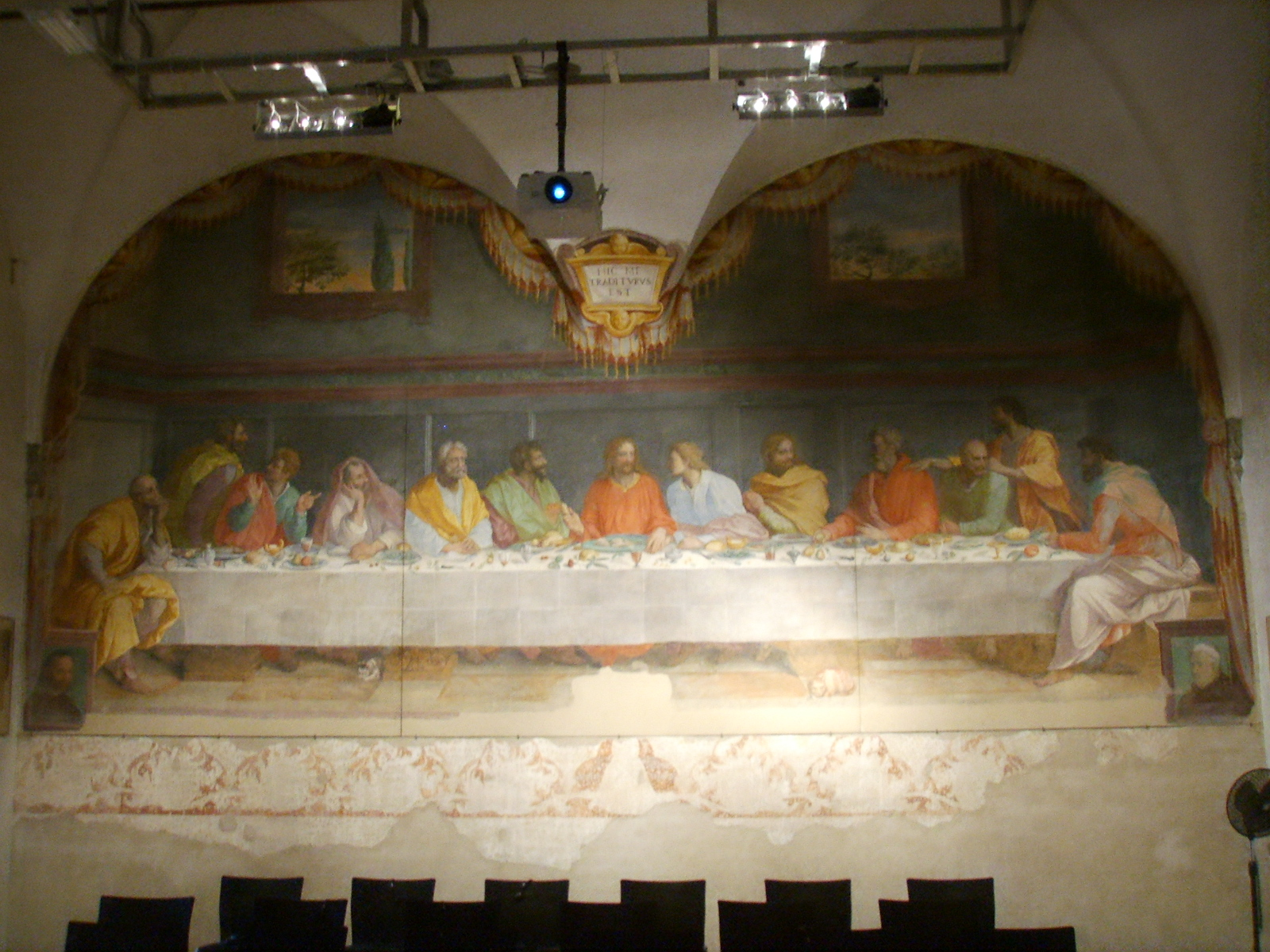
Le réfectoire La Cène d'Alessandro Allori.
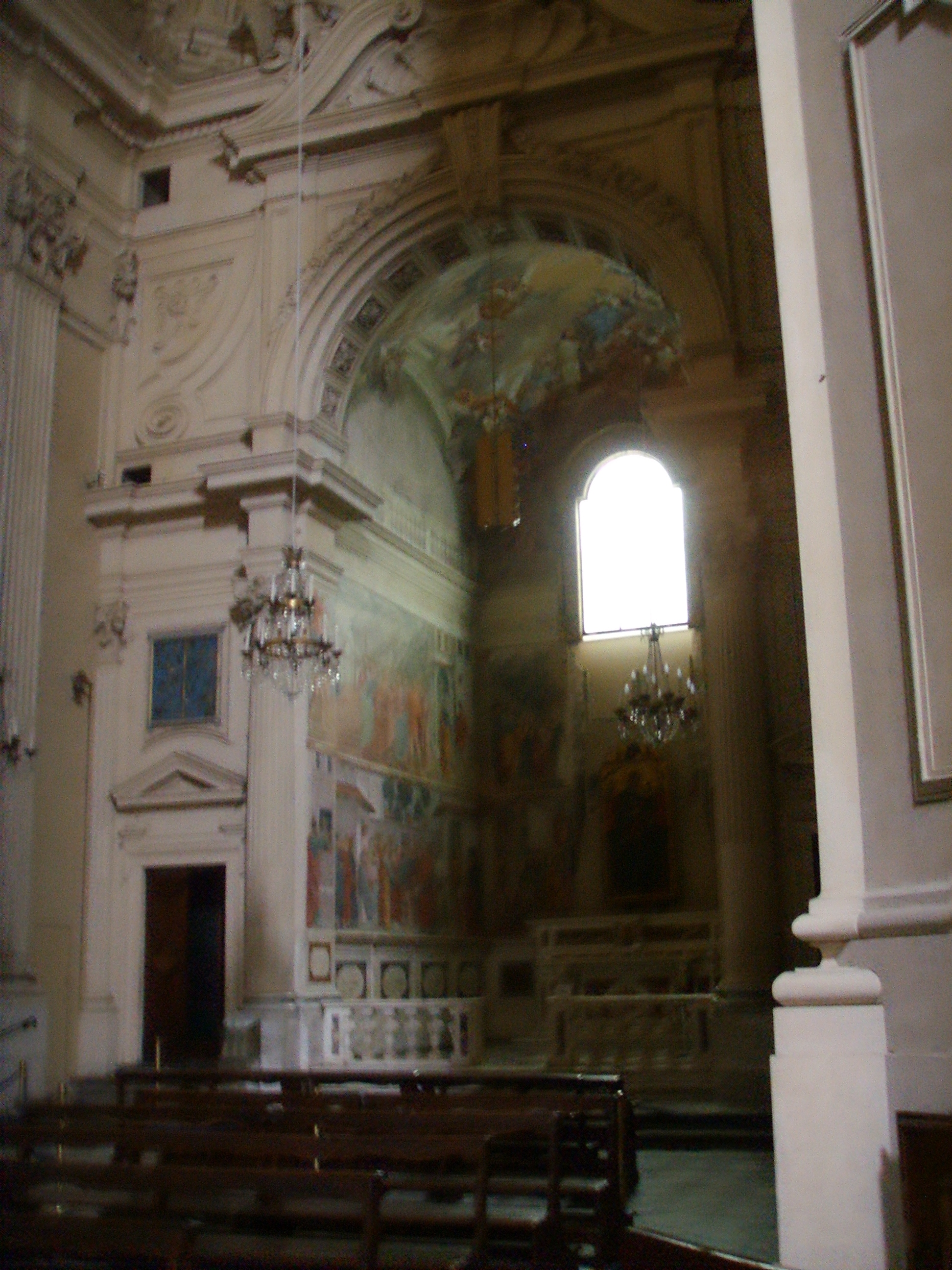
La chapelle Brancacci.
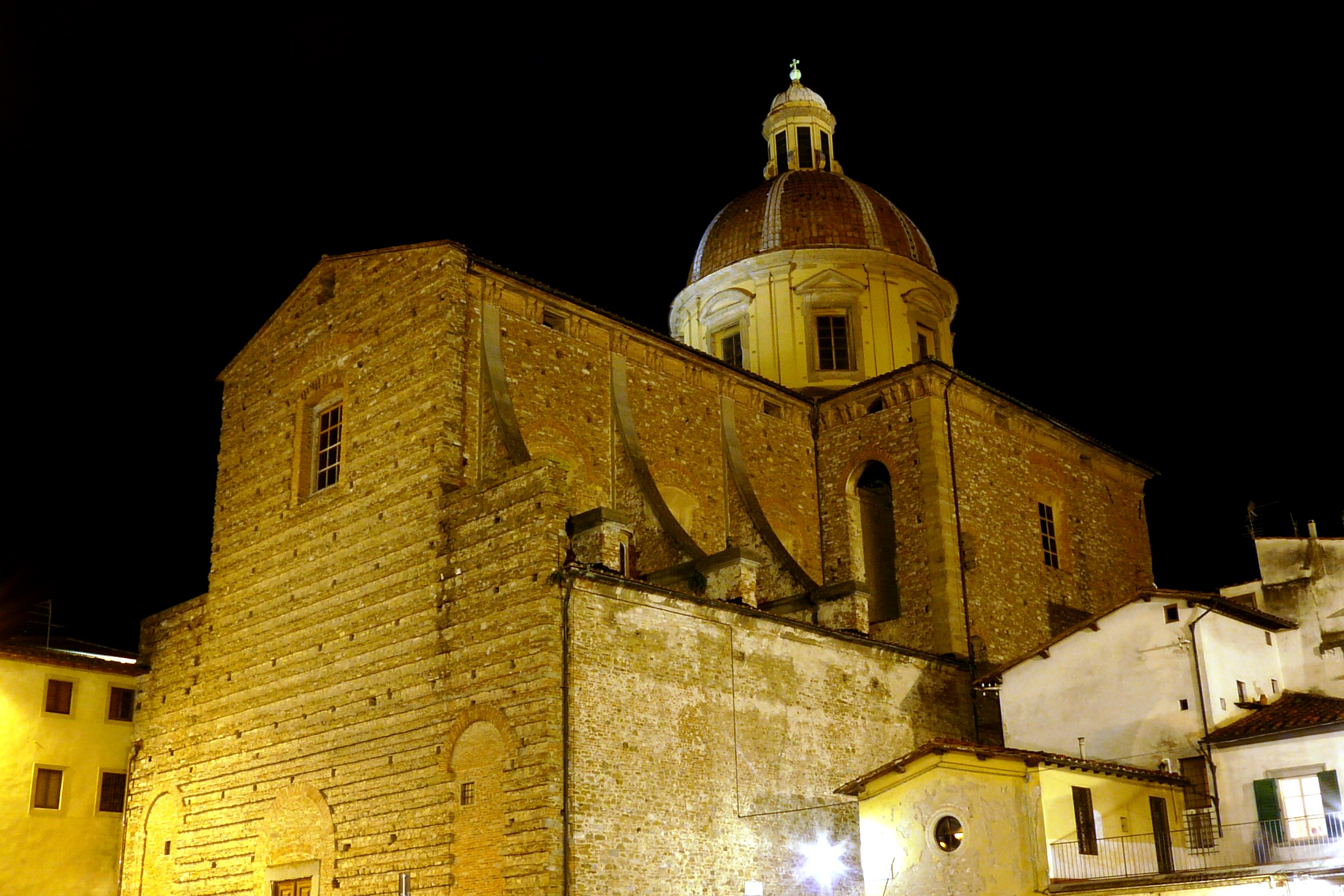
l'église la nuit.

Quelques fresques de la chapelle Brancacci
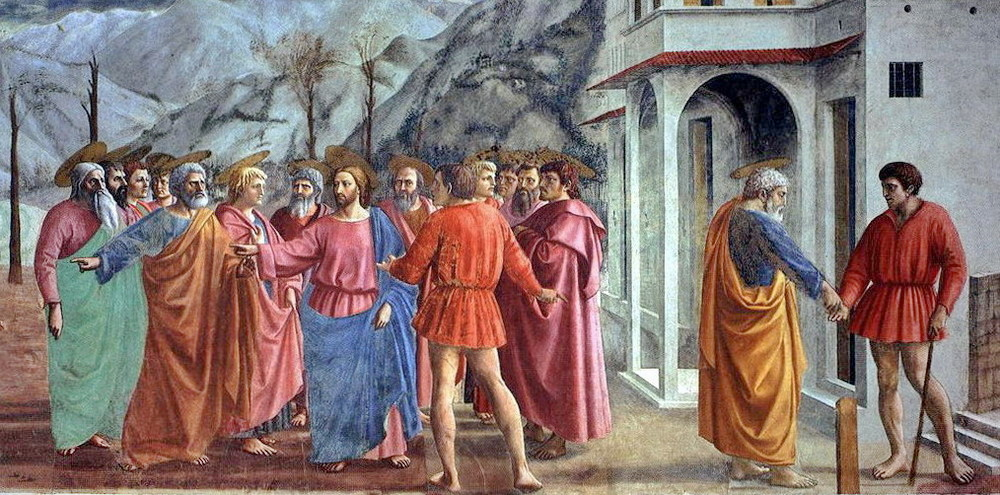
Paiement du Tribut par Masaccio.
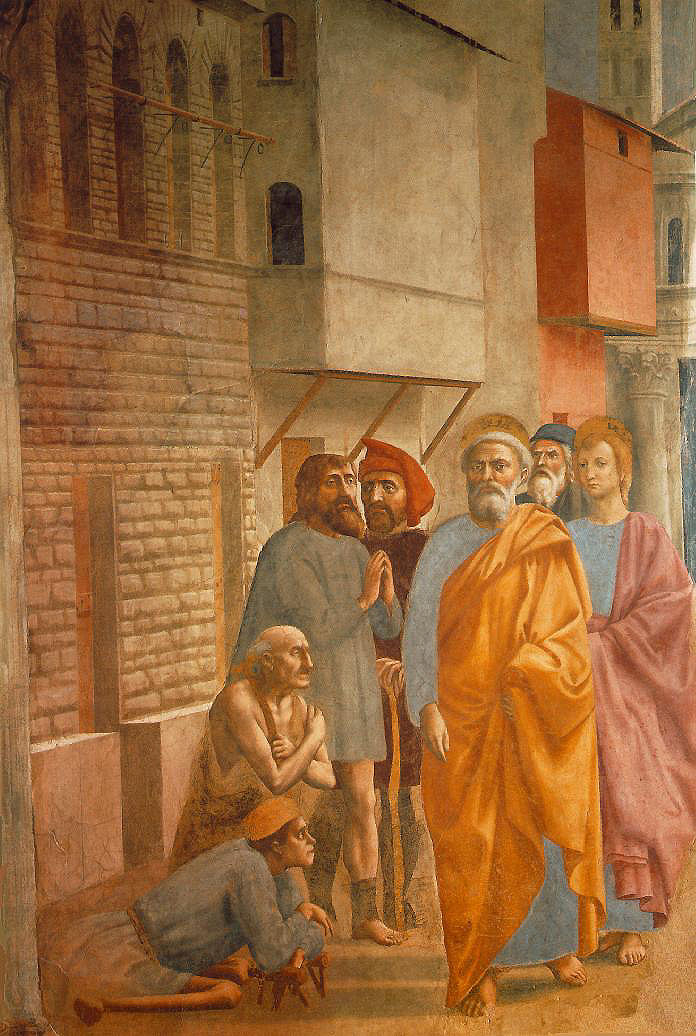
l'Ombre de saint Pierre...par Masaccio.
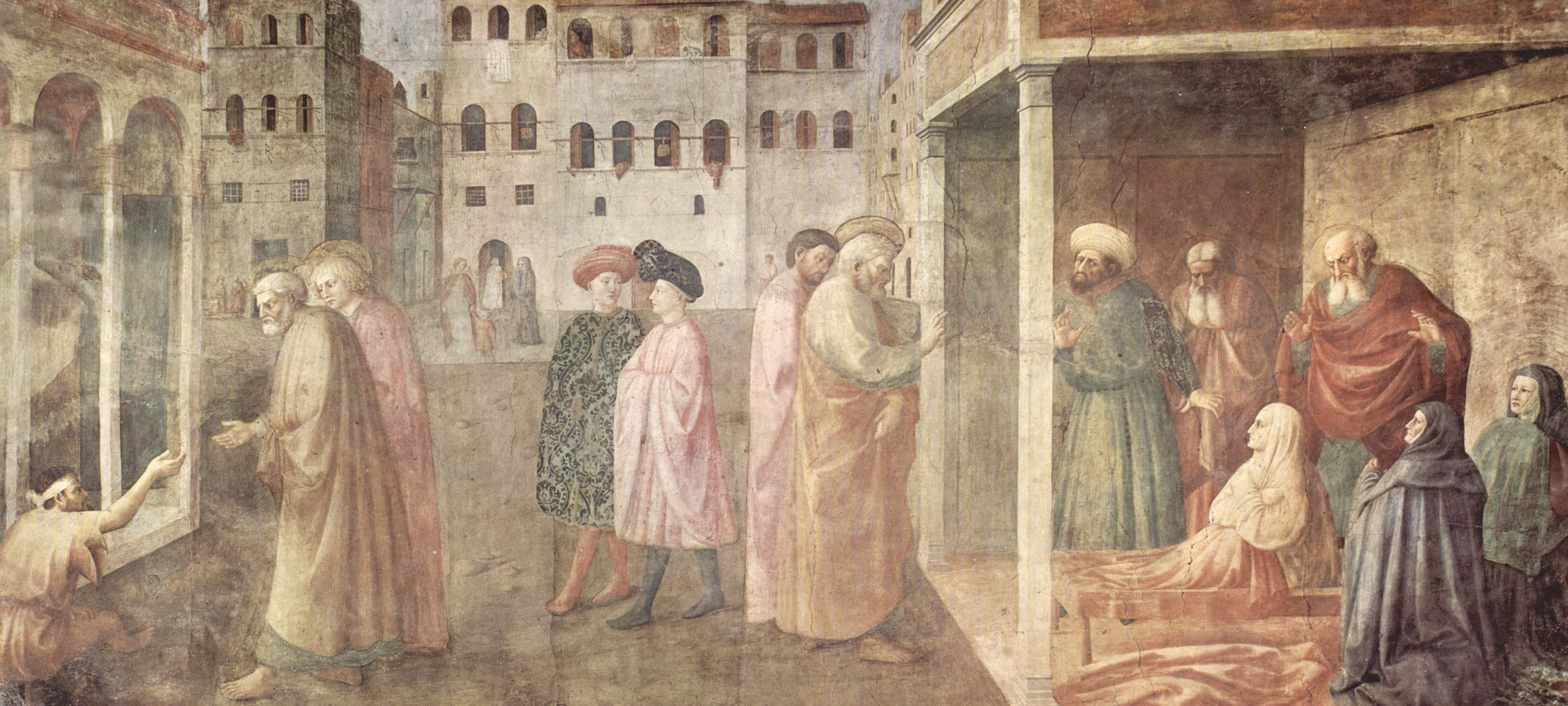
Masolino et Masaccio.
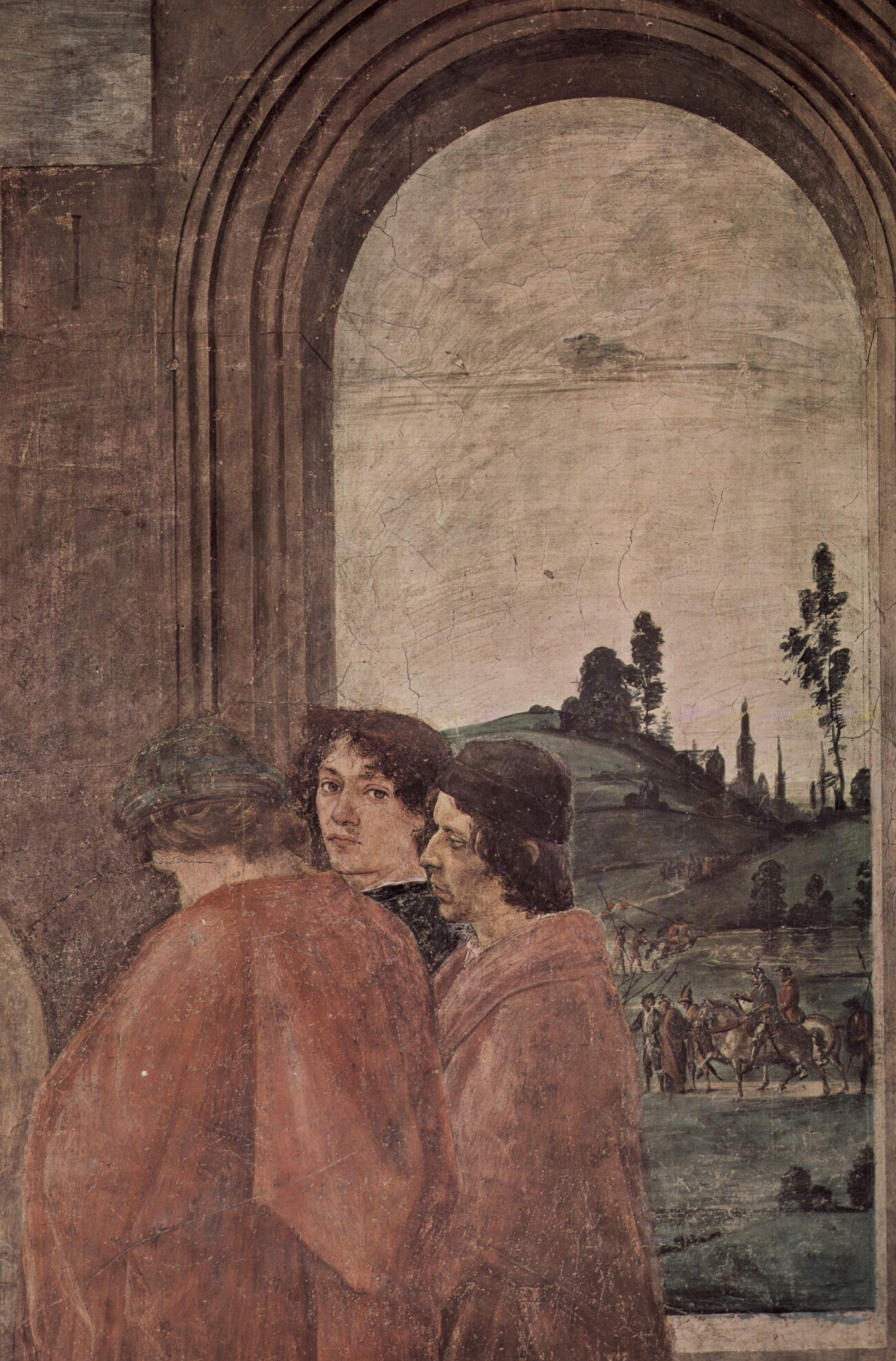
Filippino Lippi.

## Source de traduction
- (it) Cet article est partiellement ou en totalité issu de l’article de Wikipédia en italien intitulé « Basilica di Santa Maria del Carmine (Firenze) » (voir la liste des auteurs).